# Erzbistum Melbourne
Das Erzbistum Melbourne (lateinisch Archidioecesis Melburnensis, englisch Archdiocese of Melbourne) ist ein römisch-katholisches Erzbistum in Australien mit Sitz in Melbourne.

## Geschichte
Das Erzbistum Melbourne wurde am 25. Juni 1847 aus dem Erzbistum Sydney herausgelöst und als Bistum Melbourne errichtet. 1874 wurde die Bistümer Ballarat und Sandhurst ausgegliedert. Am 31. März 1874 erfolgte die Erhebung zum Erzbistum. 1887 wurde das Bistum Sale ausgegliedert.
Zugeordnet ist seit 1982 die Eparchie Sankt Peter und Paul in Melbourne der ukrainischen griechisch-katholischen Kirche, die seit 1992 geführt wird von Bischof Peter Stasiuk.
Am 11. Dezember 2018 sprach die Jury der Geschworenen eines australischen Gerichts den ehemaligen Diözesanbischof, Kardinal George Pell, einstimmig schuldig. In letzter Instanz sprachen die sieben Richter des High Court of Australia ihn am 7. April 2020 einstimmig frei. Er wurde nach rund 400 Tagen Haft aus dem Gefängnis entlassen.

## Ordinarien
- James Alypius Goold OSA, von 1847 bis 1886 (ab 1874 Erzbischof)
- Thomas Joseph Carr, von 1886 bis 1917
- Daniel Mannix, von 1917 bis 1963
- Justin Daniel Simonds, von 1963 bis 1967
- James Robert Knox, von 1967 bis 1974, dann Kurienkardinal
- Thomas Francis Little, von 1974 bis 1996
- George Pell, von 1996 bis 2001, dann Erzbischof von Sydney
- Denis Hart, von 2001 bis 2018
- Peter Comensoli, seit 2018